# Anthomyia pluvialis
Anthomyia pluvialis es una especie de mosca de la familia Anthomyiidae.

## Distribución
Se distribuye por Europa y América del Norte.